# Abbeville (South Carolina)
Abbeville (Spitzname: Townville) ist eine City und gleichzeitig Verwaltungssitz (County Seat) des Abbeville County im US-amerikanischen Bundesstaat South Carolina. Das U.S. Census Bureau hat bei der Volkszählung 2020 eine Einwohnerzahl von 4.874 ermittelt.

## Geschichte

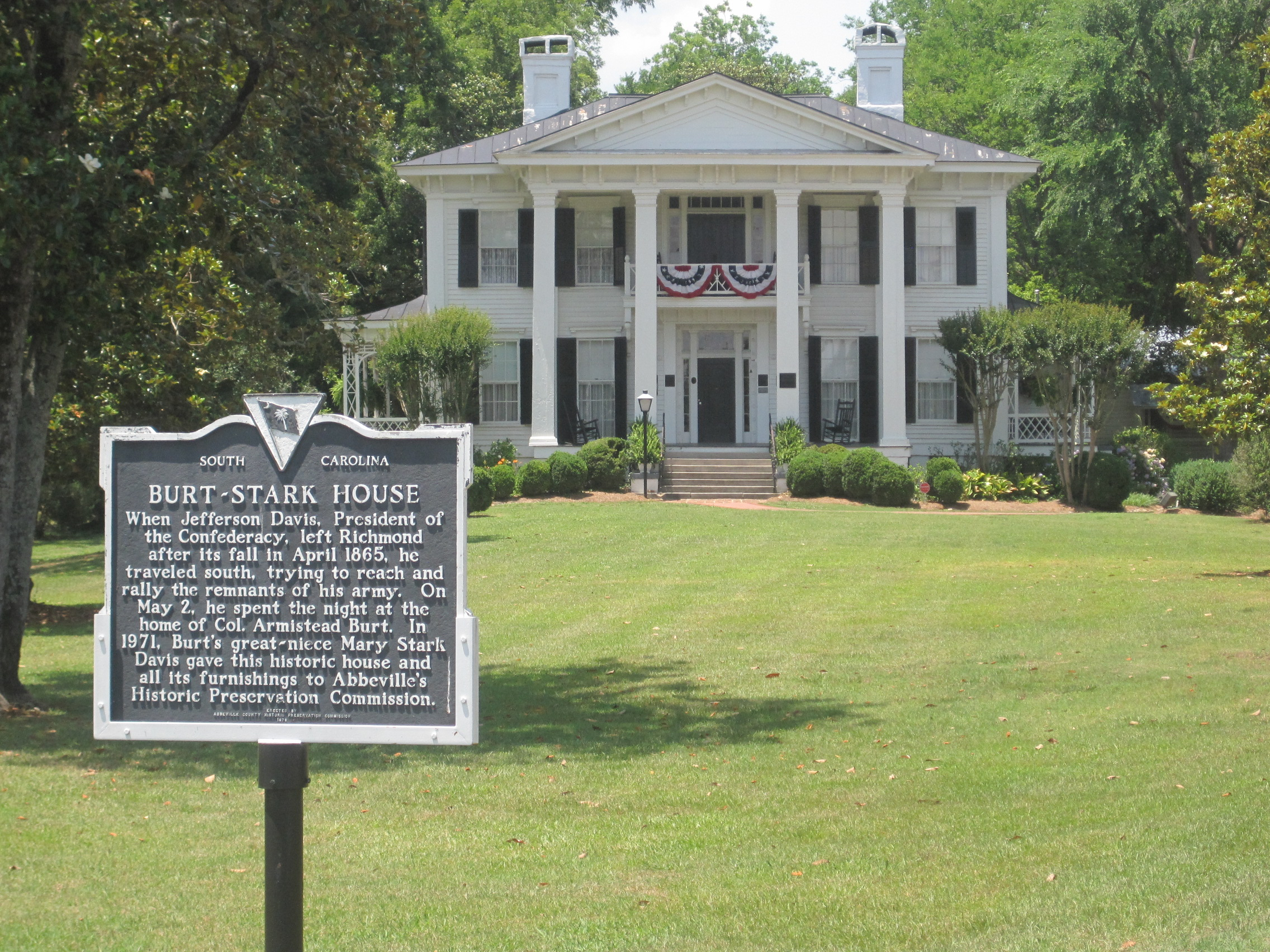
Burt-Stark House

Die Stadt wurde im Jahre 1758 von französischen Hugenotten gegründet, welche der Stadt den Namen der gleichnamigen französischen Ortschaft gaben. Am 20. Dezember 1832 wurde die Stadt offiziell in den Bundesstaat South Carolina aufgenommen.
Abbeville gilt als Start- und gleichzeitig Endpunkt des Amerikanischen Bürgerkriegs. Am 22. November 1860 wurde in Abbeville an einem Ort, der heute als Secession Hill (engl. „Sezessionshügel“) bezeichnet wird, ein Treffen abgehalten, an dessen Ende Jefferson Davis den Austritt South Carolinas aus dem Staatenbund verkündete. South Carolina war damit der erste Bundesstaat, der der Union austrat. Kurz später folgten weitere Staaten, die sich schließlich zu den Konföderierten Staaten von Amerika zusammenschlossen, und im Bürgerkrieg gegen die Union kämpften.
Im Mai 1865 floh Jefferson Davis, der mittlerweile Präsident der Konföderierten Staaten war, aus der Hauptstadt Richmond (Virginia) in Richtung Süden. Er übernachtete auf dem Weg in Abbeville bei seinem Freund Armistead Burt. Am 2. Mai hielt er im Burt-Stark Mansion die letzte Kabinettssitzung mit 4 Ministern der Konföderierten Staaten ab und erklärte dabei deren Auflösung, anwesend waren auch 5 Brigadekommandeure.

## Geographie
Abbeville befindet sich im nordwestlichen Bereich South Carolinas und am südlichen Rand des Piedmont. Das Klima ist subtropisch (Ostseitenklima).

## Demographie
Der Anteil an Afro-Amerikanern und „Weißen“ ist in etwa ausgeglichen.

## Kultur
Das National Register of Historic Places listet die folgenden Bauwerke und Orte als Denkmäler auf:
- Abbeville County Courthouse
- Abbeville Historic District
- Abbeville Opera House
- Armistead Burt House
- Patrick Calhoun Family Cemetery
- Cedar Springs Historic District
- Harbison College President’s Home
- Trinity Episcopal Church and Cemetery
- Upper Long Cane Cemetery

## Persönlichkeiten
- John C. Calhoun (1782–1850), Politiker und 7. Vizepräsident der Vereinigten Staaten von Amerika
- Francis L. Parker (1873–1966), Brigadegeneral der United States Army